# معركة آساي
معركة آساي (بالإنجليزية: Battle of Assaye)‏ هي أحدي المعارك الكبرى خلال الحرب الأنجلو-مارثا الثانية التي كانت بين إمبراطورية مارثا وشركة الهند الشرقية البريطانية. ووقعت المعركة في 23 سبتمبر 1803 بالقرب من آساي في غرب الهند حيث هزمت قوة هندية وبريطانية بقيادة اللواء آرثر ويلسلي الذي أصبح فيما بعد دوق ويلينغتون، وكانت المعركة أول انتصار كبير لدوق ولينغتون خلال ساحات المعارك وهو ما وصف لاحقًا بأنه أفضل إنجازاته في ميدان المعركة، حتى أكثر من انتصاراته الأكثر شهرة في حرب شبه الجزيرة، وهزيمته لنابليون بونابرت في معركة واترلو.

من أغسطس 1803، كان جيش ويليسلي وقوة منفصلة تحت قيادة مرؤوسه العقيد جيمس ستيفنسون يطاردون جيش مارثا القائم على سلاح الفرسان والذي كان يهدد بمداهمة البريطانيون جنوبًا في حيدر أباد. وبعد عدة أسابيع من المطاردة، عزز سينديا جيش المراثا بمزيد من المشاة والمدفعية الحديثة.
تلقى ويلسلي معلومات استخباراتية تشير إلى موقع معسكر مارثا وذلك في 21 سبتمبر، ووضع خطة حيث ستواجه قواته مواقع المارثا بعد ثلاثة أيام وبالفعل قوات ويلسلي، واجهت جيش للمارثا ورغم التفوق العددي لصالح جيش مارثا، فقد قرر ويلسلي الهجوم على الفور، اعتقادا منه أن جيش مارثا سيتراجع سريعا وعانى كلا الجانبين بشدة خلال المعركة التي تلت ذلك حيث تسببت مدفعية مارثا في سقوط أعداد كبيرة من الإصابات بين قوات ويلسلي، علي الجانب الآخر فالأعداد الهائلة من سلاح الفرسان في مارثا أثبتت أنها غير فعالة إلى حد كبير وفي نهاية المطاف، أجبرت القوات البريطانية جيش مارثا على التراجع مع فقدان معظم أسلحتهم.

أدى نصر ويليسلي في آساي، وتلاه انتصارات في أرجون وجويلجهور، إلى هزيمة جيوش سينديا وبيرار في ديكان. وقد قوبل التقدم الذي أحرزه ويليسلي في ديكان بحملات ناجحة لللفتنانت جنرال جيرارد ليك في شمال الهند وأدت ذلك بأن يصبح البريطانيون القوة المهيمنة في قلب الهند.

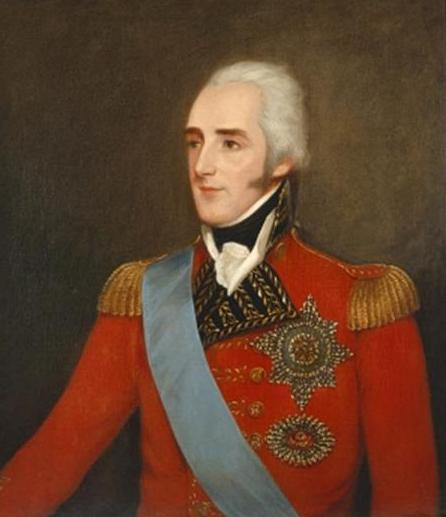
قام اللورد مورنينجتون ، الحاكم العام للهند البريطاني في الفترة بين عامي 1798 و 1805 ، بالإشراف على التوسع السريع للأراضي البريطانية في الهند.

خريطة المعركة. تقدم المشاة البريطانية والهندية إلى الأمام لمهاجمة خط مارثا المعاد نشره.

أخبر ويليسلي ستيفنسون في وقت لاحق أنه «لا أود أن أرى مرة أخرى مثل هذه الخسارة التي تكبدتها في 23 سبتمبر، حتى لو حضرها هذا المكسب»،  وفي الحياة اللاحقة أشار إلى آساي بأنها «الأكثر دموية بالنسبة للأرقام التي رأيتها في حياتي». انتقد اللفتنانت كولونيل توماس مونرو، ارتفاع نسبة الإصابات وتساءل عن قرار ويليسلي بعدم انتظار ستيفنسون. لقد كتب إلى ويليسلي: «لقد أميل إلى الاعتقاد بأنك فعلت ذلك بهدف تقسيم المجد علي أصغر عدد». ورداً على ذلك، رفض ويلسلي بأدب اتهامات مونرو ودافع عن أفعاله بأنه تلقى معلومات غير صحيحة تتعلق بموقف مارثا. وتعد آساي بالنهاية أول نجاح كبير لـ ويليسلي البالغ من العمر 34 عامًا على الرغم من الخسائر الفادحة، وبعد تقاعده من الخدمة العسكرية، اعتبر دوق ولينغتون (كما أصبح معروفًا لاحقًا) أن أساي هو أرقى ما فعله في ساحة القتال حتى لو قورنت مع حياته العسكرية في وقت لاحق.

## قائمة المراجع
- The Maratha War Papers of Arthur Wellesley، 1998
- The Nineteenth and their times، 1899
- Britain as a Military Power, 1688–1815، 1999
- Sir Thomas Munro and the British Settlement of the Madras Presidency، 1894
- The Anglo-Maratha Campaigns and the Contest for India، 2003
- Wellington: A Military Life، 2006
- The dispatches of Field Marshal the Duke of Wellington from 1799–1818، 1837
- Wellington: The Iron Duke، 2003
- Assaye 1803: Wellington's First and 'Bloodiest' Victory، 2006
- India's Historic Battles: From Alexander the Great to Kargil، 2004
- The Military Engineer in India, Vol I، 1933
- The Indian Sappers and Miners، 1948
- Architects of Empire: The Duke of Wellington and His Brothers، 2007
- Battle Honours of the Indian Army 1757–1971، 1993
- Memoir of the War in India، 1818
- Wellington in India، 1972
- The Conversations of the First Duke of Wellington with George William Chad، 1956